# La Dernière Chance (film, 1972)
Pour les articles homonymes, voir La Dernière Chance.
Pour plus de détails, voir Fiche technique et Distribution.
La Dernière Chance (titre original : Fat City) est un film américain réalisé par John Huston en 1972. Il est inspiré du roman Fat City de Leonard Gardner, publié en 1969. 

## Synopsis
En Californie, à Stockton, Billy Tully est un ancien boxeur devenu alcoolique après que sa femme l'a quitté. Aidé par son ami Ernie Munger, il tente aujourd'hui de refaire surface et de revenir sur le ring.

## Fiche technique
- Titre français : La Dernière Chance ou Les coups durs
- Titre original : Fat City
- Réalisateur : John Huston
- Scénario : Leonard Gardner, d'après son roman Fat City
- Musique : Marvin Hamlisch
- Chanson Help Me Make It Through the Night composé et chantée par Kris Kristofferson
- Photographie : Conrad L. Hall et Richard Moore (prises de vues additionnelles)
- Décors : Richard Sylbert, Morris Hoffman
- Costumes : Dorothy Jeakins et (non crédité) John A. Anderson
- Montage : Walter Thompson
- Supervision au montage : Margaret Booth
- Producteurs : John Huston et Ray Stark, pour Columbia Pictures et Rastar Productions
- Genre : Drame / Film de boxe - Couleur (Panavision) - 100 min
- Date de sortie : États-Unis : 26 juillet 1972

## Distribution
- Stacy Keach (VQ : Jean Fontaine) : Billy Tully
- Jeff Bridges (VQ : Mario Desmarais) : Ernie Munger
- Susan Tyrrell (VQ : Claudine Chatel) : Oma
- Candy Clark (VQ : Nicole Fontaine) : Faye
- Nicholas Colasanto : Ruben
- Art Aragon : Babe
- Curtis Cokes : Earl
- Sixto Rodriguez : Lucero
- Billy Walker : Wes
- Wayne Mahan : Buford
- Ruben Navarro : Fuentes

Et, parmi les acteurs non crédités :
- Alfred Avila : l'entraîneur de Lucero
- Álvaro López : Rosales

Version québécoise (VQ) sur Doublage Québec